# Tsuge
Tsuge (都祁村, Tsuge-mura)

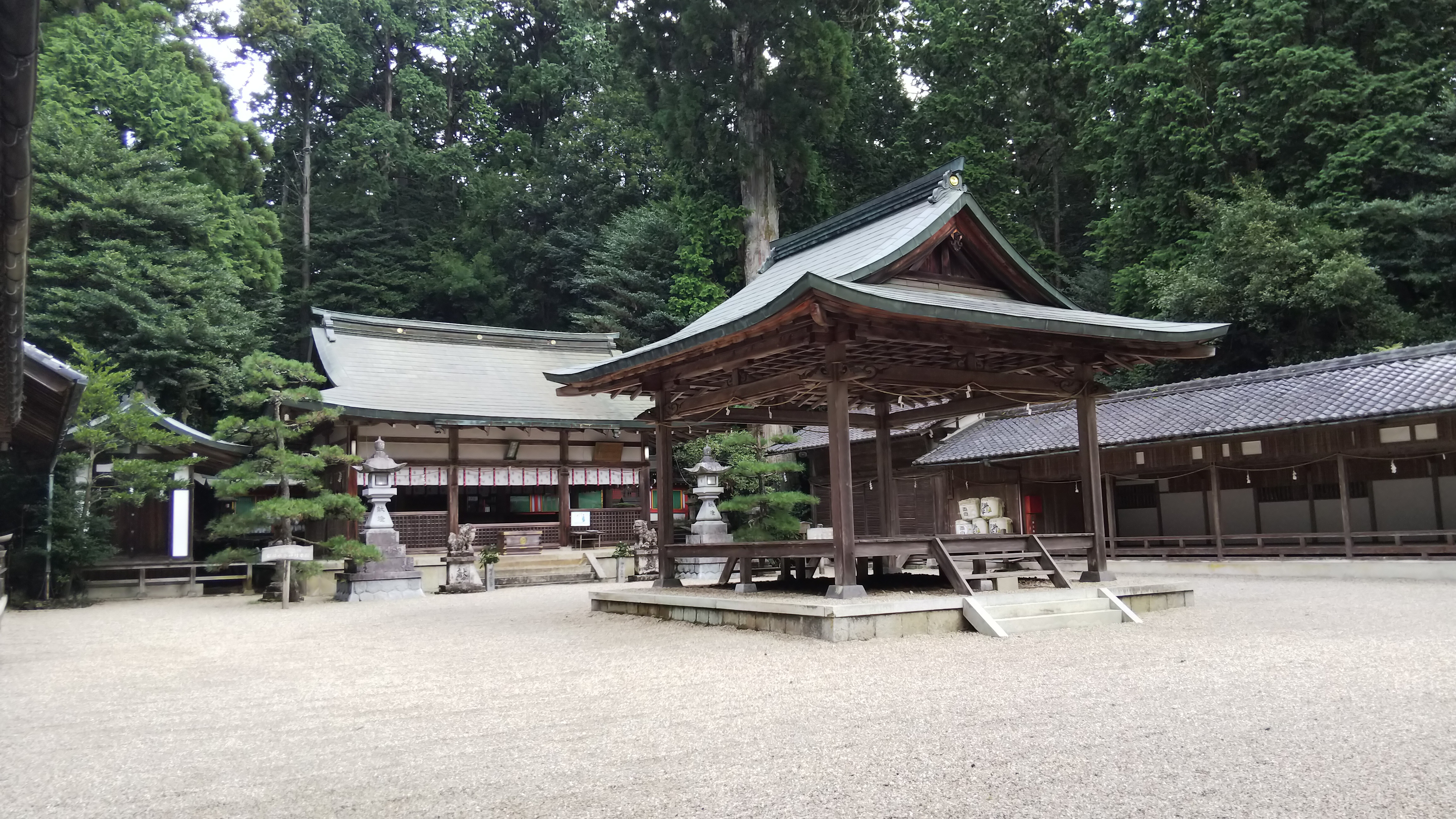
Pagode japonaise

est un village situé dans le district de Yamabe de la préfecture de Nara au Japon.
En 2003, la population du village est estimée à 6 712 habitants pour une densité de 152,93 personnes par km². La superficie totale est de 43,89 km2.
Le 1er avril 2005, Tsuge fusionne avec le village de Tsukigase (du district de Soekami) pour intégrer la ville agrandie de Nara.

## Note
- (en) Cet article est partiellement ou en totalité issu de l’article de Wikipédia en anglais intitulé « Tsuge, Nara » (voir la liste des auteurs).